# Peraxilla colensoi
Peraxilla colensoi là một loài thực vật có hoa trong họ Loranthaceae. Loài này được (Hook. f.) Tiegh. mô tả khoa học đầu tiên năm 1894.